# Harold Gillies
Harold Delf Gillies – nowozelandzki otorynolaryngolog, powszechnie uważany za ojca chirurgii plastycznej.

## Życiorys

### Młodość
Urodził się w Dunedin w Nowej Zelandii. Uczęszczał do Whanganui College School i studiował medycynę w Kolegium Gonville’a i Caiusa na uniwersytecie w Cambridge, gdzie, pomimo problemów z łokciem, których nabawił się, zjeżdżając z poręczy, był dobrym sportowcem.

### I wojna światowa
Po wybuchu I wojny światowej wstąpił do Korpusu Medycznego Armii Królewskiej. Początkowo został wysłany do Wimereux, niedaleko Boulogne-sur-Mer we Francji, jako opiekun medyczny francusko-amerykańskiego dentysty, Valadiera, który nie mógł operować bez nadzoru. Valadier próbował opracować metodę rekonstrukcji szczęki. Gillies, będąc zainteresowanym technikami przeszczepu skóry, z którymi eksperymentował Valadier, postanowił wyjechać do Paryża, aby poznać znanego chirurga, Hippolyte'a Morestina. Widział jak Morestin usuwał guza z twarzy pacjenta, po czym załatał dziurę skórą tego samego pacjenta. Gillies, po powrocie do Anglii, namówił naczelnego chirurga wojskowego, Williama Arbuthnot-Lane’a, aby stworzyć oddział chirurgii szczękowo-twarzowej w Wojskowym Szpitalu Cambridge w Aldershot.
Ostatecznie powstał nowy szpital w Sidcup. Szpital Królowej Marii otworzono w czerwcu 1917 i był wyposażony w ponad tysiąc łóżek. Placówka ta pozwoliła Gilliesowi i jego współpracownikom rozwinąć dziedzinę chirurgii plastycznej; przeprowadzono ponad 11 tys. operacji na ponad 5 tys. mężczyznach (głównie żołnierzy z urazami twarzy, najczęściej spowodowanych ranami postrzałowymi).

### Dwudziestolecie międzywojenne
W okresie międzywojennym Gillies praktykował wraz z innym chirurgiem plastycznym, Rainsfordem Mowlemem, na wielu słynnych pacjentach i podróżował po świecie, wykładając, ucząc i promując swoje najbardziej zaawansowane techniki.
W 1930 Gillies zaprosił swojego kuzyna, Archibalda McIndoe'a, do praktyki i zaproponował, aby zgłosił się na staż w St Bartholomew’s Hospital.

### II wojna światowa
W czasie II wojny światowej Gillies był doradcą w Ministerstwie Zdrowia, RAF i admiralicji. Organizował jednostki chirurgii plastycznej w różnych częściach Wielkiej Brytanii i zainspirował kolegów do tego samego. Jednym z nich był pionierski chirurg plastyczny Stewart Harrison, który założył jednostkę chirurgii plastycznej w Wexham Park Hospital w Berkshire. Gillies kontynuował swoją pracę w Rooksdown House, części Park Prewett Hospital w Basingstoke. W tym okresie, jak i po wojnie, szkolił wielu doktorów z Brytyjskiej Wspólnoty Narodów.

## Śmierć
Gillies doznał zakrzepicy zatok żylnych mózgu w wieku 78 lat w czasie przeprowadzania operacji na nodze osiemnastoletniej dziewczyny 3 sierpnia 1960. Zmarł siedem dni później w The London Clinic na ulicy 20 Devonshire Place w dzielnicy Marylebone. Pomimo zarabiania w przybliżeniu 30 tys. funtów rocznie w okresie międzywojennym, zostawił majątek zaledwie 21 161 funtów.

## Życie prywatne
Gillies ożenił się z Kathleen Margaret Jackson 9 listopada 1911 w Londynie. Mieli czwórkę dzieci. Jego najstarszy syn, John Gillies, latał Spitfire'ami w Dywizjonie 92 w czasie II wojny światowej. John został zestrzelony nad Francją 23 maja 1940 i stał się jeńcem wojennym przez resztę wojny. Najmłodszy syn Gilliesa, Michael Thomas Gillies, poszedł w ślady ojca i studiował medycynę. Aktor Daniel Gillies jest jego potomkiem.
Przez wiele lat mieszkał na ulicy 71 Frognal w sercu londyńskiej dzielnicy Hampstead. Niebieska tablica na przodzie jego domu upamiętnia jego życie i pracę. W 2015 Kolegium Gonville’a i Caiusa wybudowało dwanaście domów i nazwało ulicę, na której były usytuowane – Harold Gillies Close – na jego cześć.

## Publikacje
- Gillies HD. Plastic Surgery of the Face. Henry Frowde. 1920, 1983. ISBN 0-906923-08-5
- Gillies HD. Millard DR. The Principles and Art of Plastic Surgery. Butterworth. 1958.

### Recenzje
- A.D. Davis. The Principles and Art of Plastic Surgery. „California Medicine”. 87, s. 67, 1957. PMCID: PMC1512094.